# Shidzue Katō
Shidzue Katō (加藤 シヅエ, Katō Shizue), (2 mars 1897 - 22 décembre 2001), est une féministe japonaise et une des premières femmes élues à la Diète du Japon. Katō est surtout connue en tant que pionnière du mouvement pour la contraception et fervente partisane de la réforme du droit du travail.

## Biographie

### Jeunesse
Katō Shidzue naît le 2 mars 1897 à Tokyo, dans une famille japonaise d'ex-samouraïs. Elle effectue sa scolarité à la prestigieuse école Gakushūin dont elle sortira diplômée en 1914. À 17 ans, on la marie au Baron Ishimoto Keikichi, un ingénieur minier progressiste. Peu après leur mariage, le couple s'installe dans le bassin houiller de Miike à Kyūshū. Pendant trois ans, ils seront témoins des conditions de travail épouvantables des femmes et des hommes qui y travaillent.
En 1919, ils s'envolent pour les États-Unis où Shidzue suit des cours de secrétariat à New York. Elle y rencontre Margaret Sanger, la fondatrice de l'American Birth Control League, qui influença sa lutte pour le droit à la contraceptions au Japon.

### Engagement politique
À leur retour dans leur pays natal, Ishimoto travaille pour le gouvernement, part pour la Mandchourie pendant la guerre et laisse sa femme et ses deux fils. Cette séparation aura raison de leur couple. Shidzue s'éprend d'un syndicaliste marié, Katō Kanju (1892-1978). Ce ne sera que bien des années plus tard, en 1944, que l'Agence Impériale de la Famille l'autorisera à mettre un terme à son mariage et qu'elle pourra épouser son amant. Leur fille, Taki, nait en 1945.

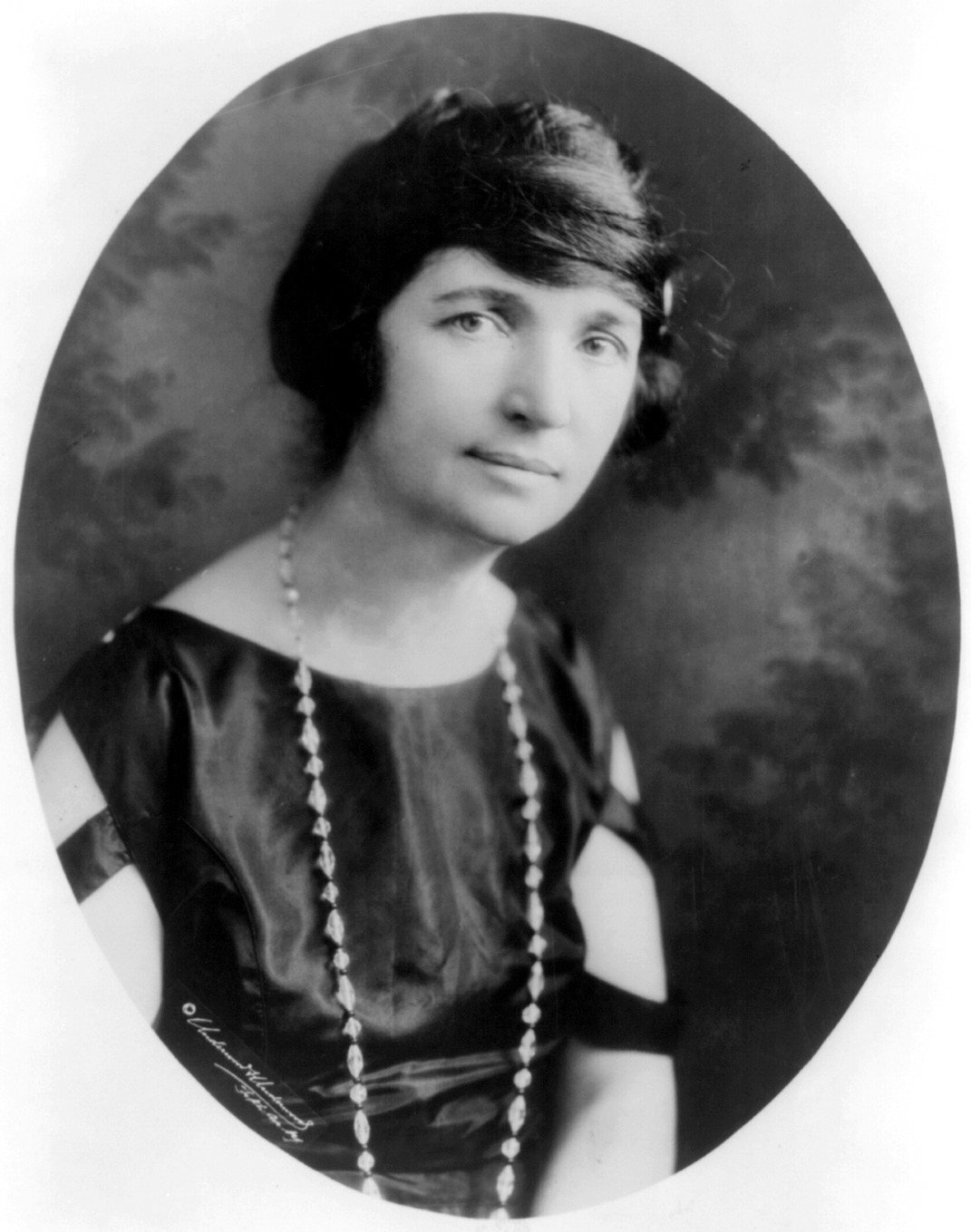
Margaret Sanger

En 1922, elle sert de guide à Margaret Sanger au Japon, l'aidant à obtenir un permis de séjour et lors de ses conférences publiques sur la contraception. Shizue accompagnera Margaret lors de ces six autres visites. Jusqu'au début de la seconde guerre mondiale, Shizue se dévoue pour l'amélioration de la condition féminine au Japon et notamment pour légaliser la pratique illégale de la contraception. En tant que féministe, elle doit faire face au tabou de la contraception, sujet en principe inabordable dans les sphères où elle évolue et en tant que femme japonaise, elle se bat contre la position traditionnelle de soumission que lui impose la société.
En 1946, les femmes obtiennent le droit de vote au Japon et Shidzu adhère au Parti socialiste japonais. Elle est l'une des premières femmes élue à la Diète du Japon (le parlement japonais). Elle y servira à la chambre basse de 1946 à 1950, puis à la chambre haute de 1950 à 1974.
Elle cofonde la Fédération du Planning Familial au Japon en 1948.

### Retraite et décès
En 1988, elle est la première japonaise à recevoir le Prix des Nations Unies en matière de population pour son engagement pour le planning familial dans les pays en développement.
Elle poursuivra son engagement politique bien après avoir quitté la Diète et jusqu'à sa mort, le 22 décembre 2001, à Tokyo, à 104 ans.